# Thyreus erythraeensis
Thyreus erythraeensis là một loài Hymenoptera trong họ Apidae. Loài này được Meyer mô tả khoa học năm 1921.